# サウス・シドニー・ラビトーズ
サウス・シドニー・ラビトーズ（英: South Sydney Rabbitohs）は、ニューサウスウェールズ州シドニー南部の郊外、レッドファーンを拠点とするオーストラリアのプロラグビーリーグチーム。
ナショナルラグビーリーグ（NRL）プレミアシップに参加しており、州都の9つの既存チームの1つ。しばしばサウスやザ・バニーと呼ばれている。
このクラブは、1908年にニューサウスウェールズ・ラグビーフットボールリーグ（en:New_South_Wales_Rugby_League_premiership, NSWRL）の創設メンバーの一つとして結成され、オーストラリアで最も古いラグビーリーグチームの一つとなった。ラビトーズは、シドニーのレッドファーン（Redfern）、アレクサンドリア（Alexandria）、ゼットランド（Zetland）、ウォータールー（Waterloo）、マスコット（Mascot）、ボタニー（Botany）といったシドニーの自治体を代表するNSWRLコンペティションの元で1908年に設立される。彼らはNRL（ナショナルラグビーリーグ）に存在する2つのNSW財団クラブのうちの1つで、もう1つはシドニー・ルースターズである。サウスシドニーラグビーリーグフットボールクラブは現在、ブラックコート・リーグ・インベストメンツ（Blackcourt League Investments）が所有する子会社の75パーセント（俳優のラッセル・クロウが50パーセント、ジェームズ・パッカーズ・コンソリゼイテッドプレス・ホールディングスが50パーセントを所有）、残りの25パーセントは、クラブの会員が所有している。
ラビトーズの本拠地は現在、シドニー・オリンピック公園のスタジアム・オーストラリアであるが、従来の活動地域はかつてのシドニー南部郊外にある労働者階級地域にあたる。クラブは現在もレッドファーンに拠点を置いており、クラブの管理とトレーニング施設をもつ。チームは長い間ニューサウスウェールズ州全体に広がるサポーターに支えられてきた。チームはリーグをニューサウスウェールズラグビーリーグ（1908年～1994年）、オーストラリア・ラグビーリーグ（1995年～1997年）、ナショナルラグビーリーグ（1998年～1999年、2002年～現在）と渡るが、チームはオーストラリアのラグビーリーグ史上最も成功したプロチームであり、最も多くのプレミアシップを獲得していることに加えて、創設シーズンでプレミアシップを獲得した唯一のニューサウスウェールズクラブであることの栄誉を得ている。

## 歴史
サウスシドニー地区ラグビーリーグフットボールクラブは1908年1月17日にレッドファーンタウンホール管理者のJJギルティナン、クリケット選手のヴィクター・トランパー、政治家のヘンリー・ホイルなど大勢の支持者の下に誕生したクラブは、1908年4月20日にバーチグローブオーバルでノースシドニーを11-7で破るなど、新しく結成されたニューサウスウェールズラグビーリーグの第1ラウンドでプレーしていた。

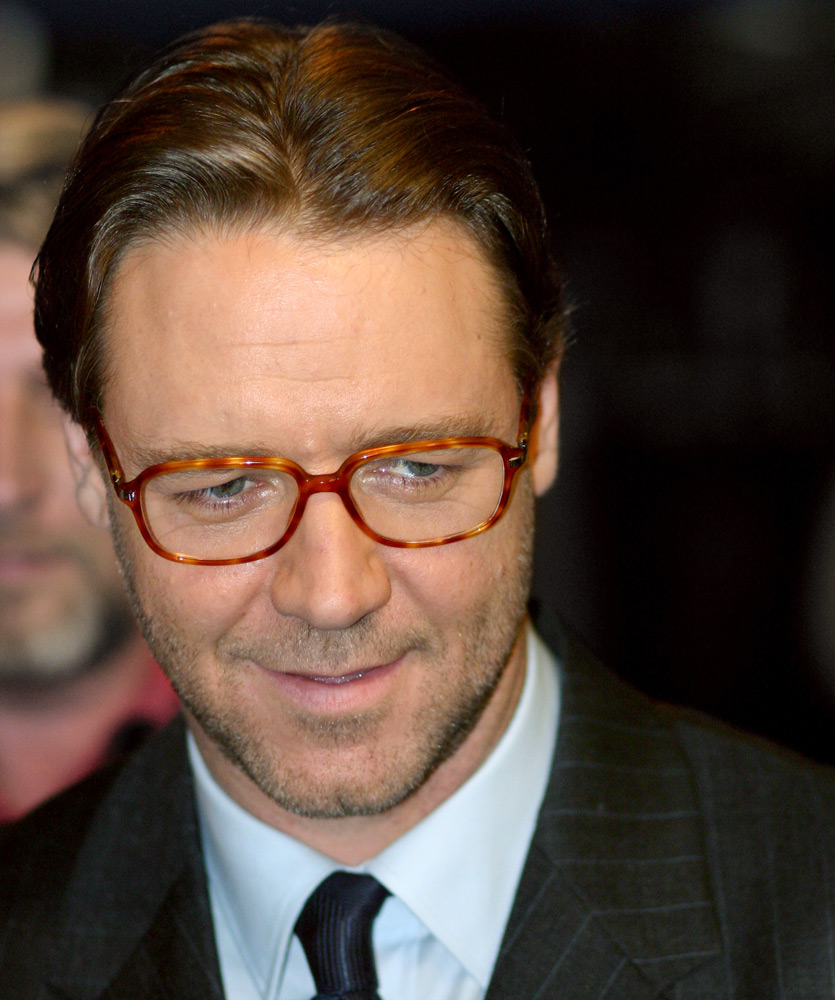
オーナーのラッセル・クロウ

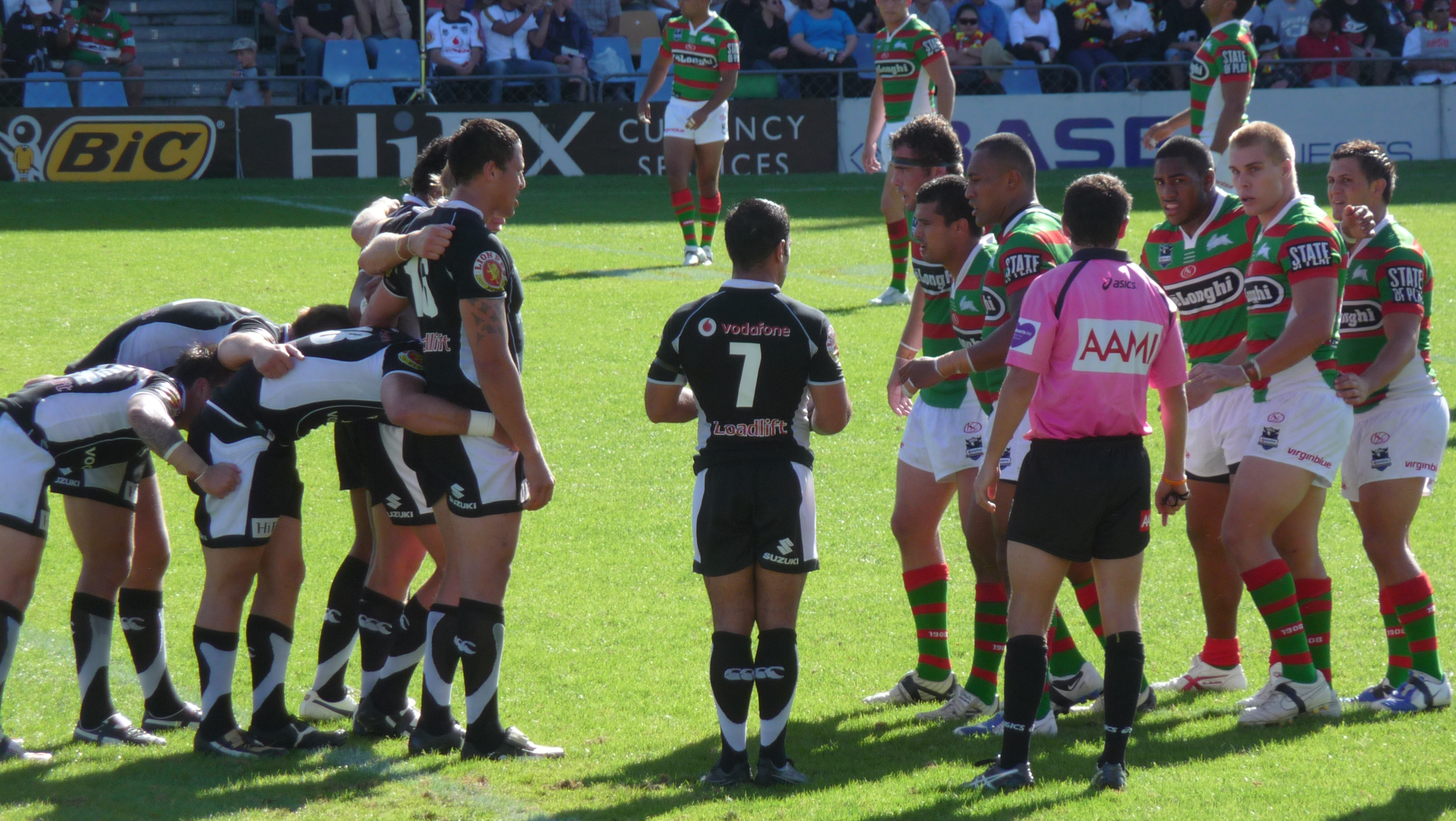
Warriors v Rabbitohs 2009

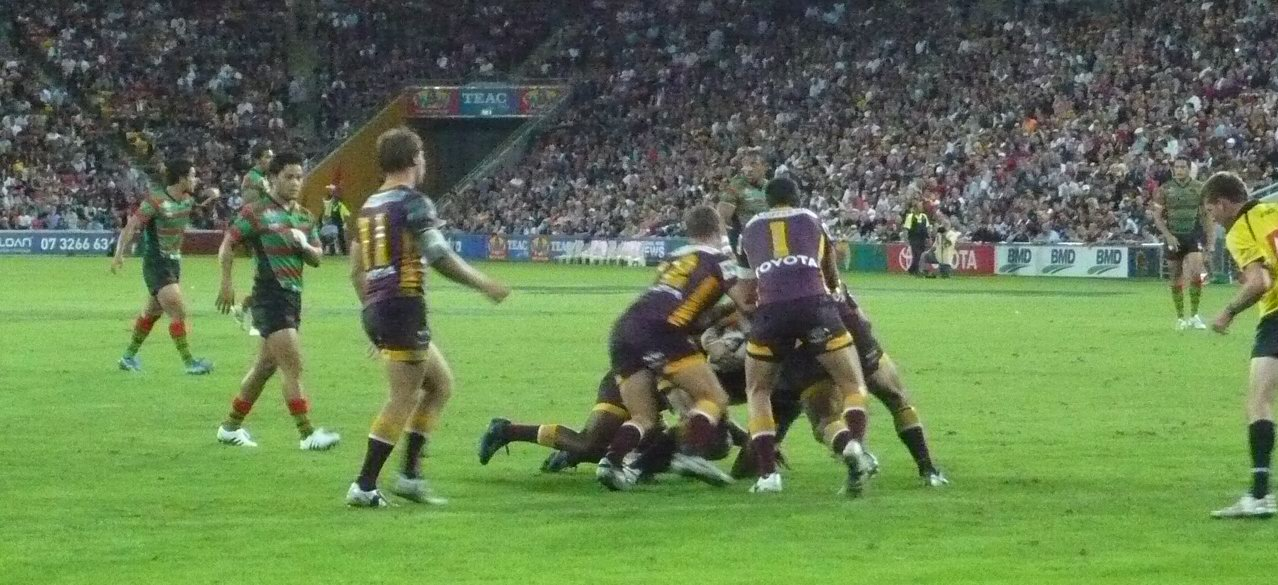
ブロンコスvsラビットス2008

## スタジアム
ニューサウスウェールズラグビーリーグプレミアシップの初期には、「ホームゲーム」はあまり割り当てられていなかった。しかし、サウスシドニーは、1908年から1920年にクラブが去るまで、ほとんどのゲームをロイヤルアグリカルチュラルソサエティグラウンド（シドニーショーグラウンド）でプレイしていた。 

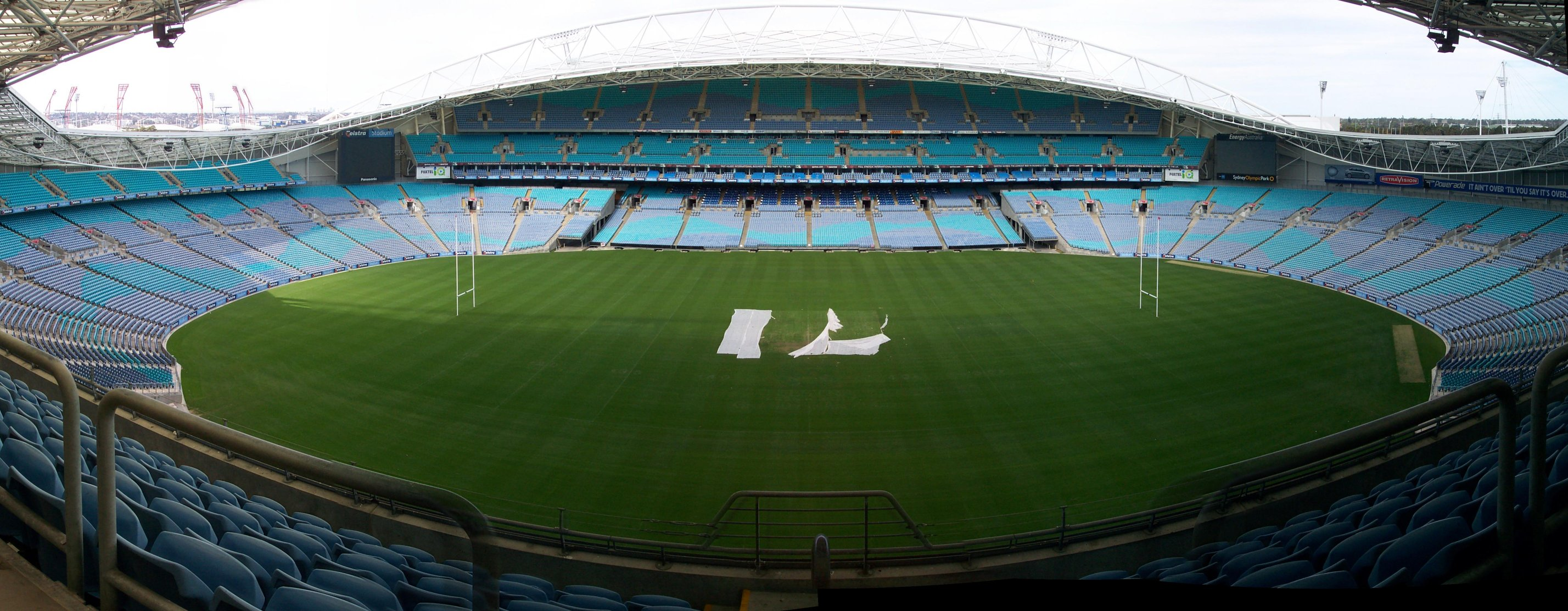
スタジアムからのパノラマ。2005年